# تیتوا کستریک
تیتوا کستریک (فرانسوی: Titouan Castryck‎؛ زادهٔ ۲۸ اوت ۲۰۰۴) قایقران کایاک اهل فرانسه است.
وی در مسابقات کشوری و بین‌المللی در مجموع برندهٔ ۵ مدال طلا، ۳ مدال نقره، ۵ مدال برنز شده است.